# Feixans de Penalta
Els Feixans de Penalta, o Feixancs de Penalta, és un feixà del terme municipal de Conca de Dalt, al Pallars Jussà, dins de l'antic terme d'Hortoneda de la Conca.
Aquest indret està situat a prop i al nord i nord-est de la Torre de Perauba, al vessant nord-oest de la Serra de Palles. És a llevant del Montpedrós i de l'antiga caseria de Segan, al nord del que havia estat el poble de Perauba.